# Greux
Greux är en kommun i departementet Vosges i regionen Grand Est (tidigare regionen Lorraine) i nordöstra Frankrike. Kommunen ligger i kantonen Coussey som tillhör arrondissementet Neufchâteau. År 2022 hade Greux 132 invånare.

## Befolkningsutveckling
Antalet invånare i kommunen Greux
| Referens: INSEE |